# رابرت کرس
رابرت کرس (استونیایی: Robert Keres; ۱۴ اوت ۱۹۰۷ – ۲۹ اکتبر ۱۹۴۶) بازیکن بسکتبال اهل استونی بود.
وی به‌همراه تیم ملی بسکتبال استونی در بازی‌های المپیک تابستانی ۱۹۳۶ شرکت کرده‌است.